# Momentum (álbum)
Momentum es el decimoquinto álbum de estudio del cantante dominicano de música cristiana Redimi2, lanzado el 29 de octubre de 2021. Este álbum cuenta con la participación de Danny Gokey, Betsy Jo (del grupo Blest), Madiel Lara, Ander Bock, Alex Zurdo, entre otros. Su lanzamiento oficial fue en el concierto de La Resistencia USA realizado en Orlando.

## Promoción y lanzamiento
El álbum cuenta con 12 canciones, los cuales han sido lanzados desde abril de 2021. Los sencillos del álbum hasta el momento han sido «Bacha Drill» junto a Madiel Lara, «Buena Onda» y «Tú conmigo estás» con Abby Valdez. Los tres cuentan con vídeos oficiales. En los anuncios de su gira La Resistencia, anunció que estaría lanzando un nuevo álbum llamado Momentum, y anunció incluso una fecha, 29 de octubre de 2021.
El lanzamiento del álbum llegó a las plataformas acompañado del vídeo oficial de la canción «Momentum», que relataba lo que el artista había atravesado en 2020, como la confrontación a Residente y Bad Bunny, y al final, incluyó un arreglo musical con el subgénero musical Drill, hablando también de su anterior álbum Uno, junto a Alex Zurdo y Funky.

## Lista de canciones
| N.º | Título                                                                             | Escritor(es)                                                                                     | Productor(es)          | Duración |  |
| 1.  | «Momentum»                                                                         | Willy González                                                                                   | Cardec Drums           | 4:08     |  |
| 2.  | «No Hay Nada Imposible» (con Danny Gokey)                                          | Willy González • Danny Gokey                                                                     | Obrinn                 | 3:49     |  |
| 3.  | «Buena Onda»                                                                       | Willy González                                                                                   | Cardec Drums           | 2:40     |  |
| 4.  | «Vuelvo A Ti» (con Betsy Jo)                                                       | Willy González                                                                                   | Music Mind             | 4:22     |  |
| 5.  | «OMG»                                                                              | Willy González                                                                                   | George Ramírez         | 3:00     |  |
| 6.  | «El Incorregible»                                                                  | Willy González                                                                                   | Cardec Drums           | 4:04     |  |
| 7.  | «Ti Amo» (con Melody Jane)                                                         | Willy González                                                                                   | Marcelo Nuñez          | 3:21     |  |
| 8.  | «Manifiesto» (con Natan El Profeta, Philippe y Rubinsky RBK)                       | Willy González • Natanael Philippe • Esteban Philippe • Manuel Nuñez                             | Cardec Drums           | 5:31     |  |
| 9.  | «Bacha Drill» (con Madiel Lara)                                                    | Willy González • Madiel Lara                                                                     | Madiel Lara            | 2:42     |  |
| 10. | «Tú Conmigo Estás» (con Abby Valdez)                                               | Willy González                                                                                   | Music Mind             | 4:44     |  |
| 11. | «Tengo El Don» (con Ander Bock)                                                    | Willy González • Ander Bock                                                                      | Dexter Music, R13 Prod | 3:25     |  |
| 12. | «Pal Bloke» (con Alex Zurdo, Indiomar, El Leo Pá, Tomi Perfetti y Christian Ponce) | Willy González • Alexis Vélez • David Rivera • Leonides López • Tomas Perfetti • Christian Ponce | Los De La Fórmula      | 8:22     |  |

## Vídeos musicales
| Fecha de lanzamiento    | Título                  | Artista invitado(s) |
| ----------------------- | ----------------------- | ------------------- |
| 29 de abril de 2021     | «Bacha Drill»           | Madiel Lara         |
| 21 de mayo de 2021      | «Tú conmigo estás»      | Abby Valdez         |
| 18 de junio de 2021     | «Buena Onda»            |                     |
| 29 de octubre de 2021   | «Momentum»              |                     |
| 12 de noviembre de 2021 | «No hay nada imposible» | Danny Gokey         |
| 3 de diciembre de 2021  | «El incorregible»       |                     |
| 15 de diciembre de 2021 | «Tengo el don»          | Ander Bock          |
| 14 de enero de 2022     | «Vuelvo a tí»           | Betsy Jo            |
| 28 de enero de 2022     | «OMG»                   |                     |